# Psychotria yapacanensis
Psychotria yapacanensis là một loài thực vật có hoa trong họ Thiến thảo. Loài này được Steyerm. miêu tả khoa học đầu tiên năm 1981.